# Inwendige ballistiek
De inwendige ballistiek is het onderdeel van de ballistiek dat zich bezighoudt met het gedrag van een projectiel als het zich nog in het wapen bevindt, vlak ná de ontsteking. In een vuurmond is dat gedurende de tijd tussen het tijdstip van het ontsteken van de lading en het tijdstip waarop het projectiel het einde van de loop verlaat.
Vraagstukken die in de inwendige ballistiek bestudeerd worden, zijn:
- Wat is het drukverloop in de loop achter de kogel (in het bijzonder de maximale druk) van de verbrandingsgassen.
- Wat is de hieruit voortkomende vertreksnelheid van het projectiel, voor een bepaald wapen, een bepaald projectiel en voortstuwende lading.
- Wat is - voor een bepaald wapen en projectiel - de juiste lading zodat de gewenste vertreksnelheid bereikt wordt zonder dat de grenzen van de sterkte van de loop overschreden worden, en waarbij de terugloop van het wapen kan worden opgevangen.

Alle vuurmonden die tegenwoordig operationeel zijn, maken gebruik van vaste kruitsoorten voor de voortstuwing van het projectiel in de loop. Wel bestaan er prototypes die werken met vloeibare voortstuwingsmiddelen.  
De elektromagnetische en elektrothermische kanonnen (railguns) horen nog thuis in laboratoria.